# Museu de l'Esmalt Contemporani
El Museu de l'Esmalt Contemporani és un museu de Salou, Tarragonès, creat l'any 1991.

## Descripció
Se situa a la torre vella de Salou, una torre de guaita que fou restaurada per fer-hi exposicions d'art i altres activitats culturals. Els fons d'esmalts està format per peces del segle xx, des dels anys 50 fins avui, però sobretot hi abunden les peces a partir dels anys 80. Hi tenen un paper destacat els primers premis de la biennal internacional «El Món de l'Esmalt» que organitza l'ajuntament de Salou. En dues estances de la torre vella de Salou es troben exposades més d'un centenar de peces que permeten descobrir al visitant aquesta tècnica artística sovint oblidada i considerada un art menor. Les peces provenen d'arreu del món, i són tan variades com les tècniques que utilitzen els artistes per fer-les. L'esmalt, tradicionalment relacionat amb la joieria, ha fet un pas més, com ho demostren els objectes exposats: relleus, escultures, quadres, miralls i tota mena d'obres creades per artistes contemporanis que experimenten amb aquesta tècnica. Hi trobarem esmalts pintats, alveolats, cloisonné, grisalla i tècniques mixtes on es fusiona l'art amb el foc.

## Història
La iniciativa de la creació del museu fou fruit de les manifestacions biennals d'exposicions d'esmalts que des de l'any 1985 se celebraven a les sales de la Torre Vella. Les primeres de caràcter nacional i des de l'any 1989 de caràcter internacional. El museu es va constituir sota el patronatge de l'Ajuntament de Salou l'any 1990 a la part més emblemàtica de la Torre Vella de Salou, és a dir, a la singular torre de guaita del segle xvi. Es va inaugurar i obrir al públic poc després, ja entrat l'any 1991 després de la remodelació dels espais on s'havia d'ubicar.
Segons explica el seu director, Andreu Vilasís, que també en fou l'inspirador i impulsor, cal esmentar que el Museu fou primer i únic arreu del món, com a col·lecció d'esmalts contemporanis, que es dedicava a l'art de l'esmalt al foc sobre metalls i amb peces realitzades als segles XX i XXI. Andreu Vilasís també és esmaltador i creador del Departament d'Esmalt de l'Escola Llotja de Barcelona, a més d'autor de nombrosos articles i llibres com «L'art d'esmaltar». El Museu de Salou va ser l'incentiu per a la creació d'alguns altres museus d'aquestes característiques a l'estranger: Alte Mühle, a Himmerod (Alemanya, 1998); el Shosenkyo Ropeway Cloisonné Art Museum, aquest mixt, d'esmalts històrics i contemporanis, a Tokyo (Japó, 1996); el Museum Voor Vlakglas en Emaillekunst, també mixt, d'esmalts i vitralls a Ravenstein (Holanda, 2004) i més recentment, el W.W. Carpenter Enamel Foundation Museum, a Kentucky (EUA).